# باشگاه ورزشی باکو
باشگاه ورزشی باکو یک تیم فوتبال از کالدونیای جدید است که در بالاترین سطح فوتبال این کشور بازی می کند. این تیم در کونه مستقر است.

## افتخارات
- سوپر لیگ کالدونیای جدید: ۶ قهرمانی
- جام حذفی کالدونیای جدید: ۵ قهرمانی[۱]
- لیگ قهرمانان اقیانوسیه: ۱ حضور
- جام حذفی فرانسه: ۱ حضور